# 6141 Durda
6141 Durda (1992 YC3) là một tiểu hành tinh bay qua Sao Hỏa được phát hiện ngày 16 tháng 12 năm 1992 bởi Spacewatch ở Kitt Peak.